# Dienst Terugkeer & Vertrek

Logo van de Dienst Terugkeer en Vertrek.

De Dienst Terugkeer en Vertrek (DTenV) is een onderdeel van het Nederlandse Ministerie van Asiel en Migratie (AenM) dat belast is met een deel van de uitvoering van het Nederlandse vreemdelingenbeleid. In zekere zin is de DTenV te beschouwen als een afsplitsing van de Immigratie- en Naturalisatiedienst (IND), die al langer bestaat. Daar waar de IND zich richt op de toelating tot het Nederlands grondgebied van vreemdelingen, richt de DTenV zich op de terugkeer naar het land van herkomst van diegenen die niet tot Nederland worden toegelaten, met name de categorie uitgeprocedeerde asielzoekers.
De dienst werd in januari 2007 operationeel. Sindsdien zijn alle terugkeertaken die voorheen berustten bij de IND en ook de Afdeling Vreemdelingenpolitie, Identificatie en Mensenhandel van de politie (voorheen de Vreemdelingenpolitie) ondergebracht bij de DTenV. Taken die volgens de wet liggen bij politie en KMar, of omdat die voortvloeien uit hun taak als grensbewaker of toezichthouder, worden niet verricht door de DTenV.
In oktober 2005 had het toenmalige kabinet-Balkenende II besloten tot de oprichting van deze afzonderlijke terugkeerorganisatie.
De directe aanleiding daartoe vormde een rapport van de Algemene Rekenkamer. Naar aanleiding daarvan zag het kabinet meerdere mogelijkheden tot verbetering in de efficiency van de uitvoering van het terugkeerbeleid. 
De DTenV is verantwoordelijk voor het voorbereiden, bevorderen en organiseren van het daadwerkelijk vertrek uit Nederland van in het kader van het vreemdelingentoezicht en de Schengen-buitengrensbewaking aangebrachte (illegale) vreemdelingen, alsook van uitgeprocedeerde asielzoekers die het land moeten verlaten, inclusief (ex-)alleenstaande minderjarige vreemdelingen. 
Het doel is aansluitend op de opvang door het COA, daadwerkelijk vertrek uit Nederland te bewerkstelligen, bij voorkeur zelfstandig. Dit moet ertoe leiden dat zo veel mogelijk voorkomen wordt dat vreemdelingen "op straat belanden".
Het hoofdkantoor van DTenV zit in Den Haag en op elke gezinslocatie (GL) en vrijheidsbeperkende locatie (VBL) is een dependance van DTenV gevestigd. In een gezinslocatie worden gezinnen met minderjarige kinderen geplaatst en op een VBL worden volwassenen (alleenstaanden of echtparen) zonder minderjarige kinderen geplaatst. De regievoerders vertrek coördineren het terugkeerproces van de vreemdelingen en voeren exit-gesprekken met hen.
Tot 14 oktober 2010 maakte DTenV onderdeel uit van het Ministerie van Justitie, maar als onderdeel van de departementale herverdeling van het Kabinet-Rutte I, is DTenV samen met onder andere IND en COA (Centraal Orgaan opvang asielzoekers) overgegaan naar het Ministerie van BZK.
In het kabinet Rutte II is DTenV weer onder het Ministerie van Justitie komen te vallen.
Sinds Juli 2024 is de DTenV ondergebracht onder het door kabinet-Schoof nieuw opgerichte ministerie AenM.
De Dienst Terugkeer en Vertrek (DTenV) is opgebouwd uit drie afdelingen: de directie Ondersteuning Voorbereiden Terugkeer (OVT), de directie Toezicht en Maatregelen (TM) en de Directie Internationale Aangelegenheden (DIA). Daarnaast heeft de organisatie een staf.  
De Directie Internationale Aangelegenheden (DIA) houdt zich bezig met de veilige terugkeer van vreemdelingen naar hun land van herkomst. Ze onderhouden hierbij contacten op zowel nationaal als internationaal niveau (zoals met ambassades) om de terugkeer van vreemdelingen zo goed mogelijk te laten verlopen. Ze werken nauw samen met het Ministerie van Buitenlandse Zaken. 
De afdeling DIA kan waar nodig ook voor reisdocumenten zorgen. 
Medewerkers van de directie Ondersteuning Voorbereiden Terugkeer (OVT) begeleiden vreemdelingen bij de voorbereiding van hun vertrek. Dit gebeurt meestal vanuit AZC's.
Als een uitgeprocedeerde vreemdeling weigert mee te werken aan terugkeer, zal dit gedwongen gaan en de gedwongen terugkeer wordt geregeld door de Directie Toezicht en Maatregelen (TM). Deze afdeling gaat ook over de terugkeer van vreemdelingen, van wie de asielaanvraag is afgewezen omdat ze uit een veilig land van herkomst komen.  
Daarnaast valt de afdeling Vreemdelingen in Strafrecht (VRIS) ook onder de Directie TM. Deze afdeling werkt vanuit de Dienst Justitiële Inrichtingen, waar vreemdelingen worden vastgezet die een strafbaar feit hebben gepleegd.